# Tram van Gera
De tram van Gera is een belangrijk onderdeel van het openbaar vervoer in deze Duitse stad in het oosten van de deelstaat Thüringen. De exploitatie is in handen van de Geraer Verkehrsbetrieb (GVB) GmbH. Na de tram van Halle (Saale), heeft Gera het tweede oudste elektrische tramnet van Duitsland. Het werd op 22 februari 1892 geopend en heeft een spoorwijdte van 1 meter. De GVB vermarkt de tram, en vooral de jongste lijn 1, als lightrail. De reizigersvereniging Pro Bahn heeft de GVB in 2008 uitverkoren met haar prijs van de reiziger en dit voor de uitstekende verknoping van de tram aan de drie spoorwegstations of -haltes. In 2014 ontving ze dezelfde prijs voor de voorbeeldige uitwerking van de bruikbaarheid van het openbaar vervoer en de efficiënte organisatie van het onderhoud van de voertuigen.

## Geschiedenis

### Ontwikkeling tot 1971
De tramlijn opende op 22 februari 1892 en was daarmee de tweede elektrische tram in Duitsland. Het net was het werk van de Localbahn-Bau und Betriebs-Gesellschaft Wilhelm Hostmann & Co uit Hannover maar was eigendom van de Eisenbahn-Bau und Betriebs-Gesellschaft Vering & Waechter uit Berlijn. Op 31 december 1905 gingen de eigendom en de exploitatie over naar het Geraer Elektrizitätswerk und Straßenbahn AG.
De eerste twee lijnen met een totale lengte van 8,6 km liepen van Tinz naar Debschwitz (Südfriedhof) en van Untermhaus (Mühlgrabenbrücke) naar Lindenthal (nabij de huidige halte Wintergarten). Een jaar later volgde op 1 april 1893 een derde lijn van het huidige station naar Pöppeln. De lijnen kwamen samen in de Heinrichstraße (toen Roßplatz), die tot op heden de centrale overstapplaats van het openbaar vervoer in Gera is gebleven.
De lijn naar Lindenthal werd op 8 november 1901 verlengd naar het station van Pforten, van waar vier dagen later de smalspoorlijn naar Meuselwitz in bedrijf werd genomen. De tram behield op deze plaats een aansluiting op het spoornet die voortaan dienstdeed om goederenwagons naar de industriële bedrijven van Gera te kunnen vervoeren. Op 19 november 1925 kwam er een traject bij naar Zwötzen, die aan Wintergarten aftakte van de lijn naar Pforten en over de Ochsenbrug voer. De lijn naar Debschwitz werd in 1935 met één halte verlengd tot aan Schenkendorfstraße. Intussen was op 17 augustus 1930 al een eerste kort traject opgeheven, namelijk tussen de Wilhelmplatz (thans Friedrich-Naumann-Platz) en Mühlgrabenbrücke in Untermhaus.
In 1945 moest de lijn naar Pöppeln, die sinds de opening in 1939 van de trolleybuslijn naar Leumnitz, enkel tijdens het weekend uitgebaat werd, opgeheven worden als gevolg van oorlogsbeschadigingen. Ook de vertakking van Puschkinplatz naar het station van Gera verdween als gevolg van de oorlog. In de jaren 1950 werd het net naar het Zuiden uitgebreid: in 1956 van Debschwitz naar Lusan (Zoitzbergstraße) en in 1959 werd een verbinding gemaakt met het traject in Zwötzen waardoor de zogenaamde Südring (Zuidelijke ring) ontstond. In de jaren 1960 dacht de DDR-regering eraan om de tramexploitatie te staken in alle steden met minder dan 200.000 inwoners. Daardoor werd de lijn van het stadscentrum naar Untermhaus op 16 juni 1968 opgeheven, op 14 november 1971 gevolgd door het lijngedeelte stadscentrum - Wintergarten - Zwötzen. Daardoor bleef er in Gera slechts één tramlijn over, namelijk deze van Tinz via het stadscentrum en Debschwitz naar de keerlus van Zwötzen in de Höhe Wehrstraße. Ook in Tinz verscheen in de jaren 1960 een keerlus, waardoor de lijn kon bediend worden met eenrichtingtrams.

### Tot het einde van de jaren 1990

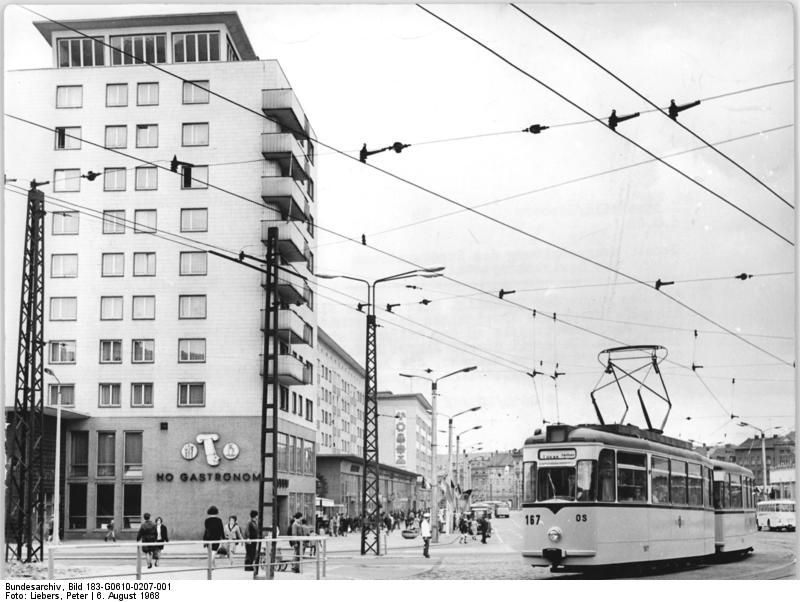
Straße der Republik (Heinrichstraße) 1968

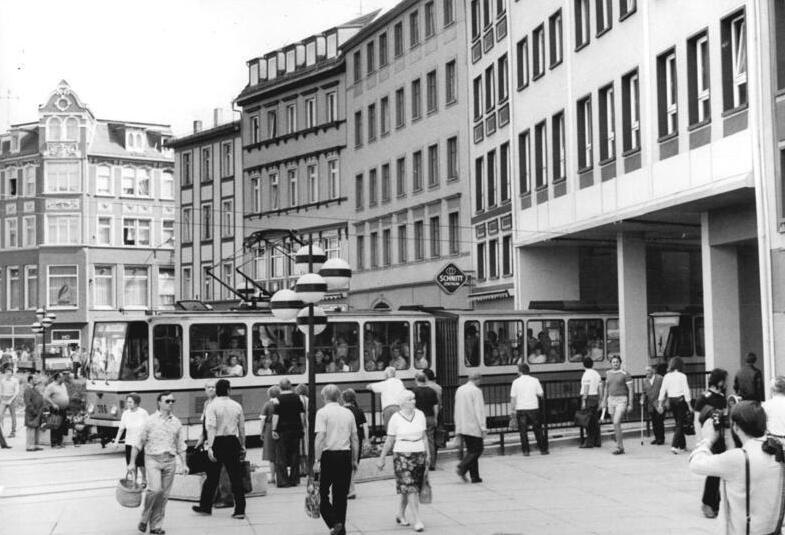
Moderne doorgang van de tram onder een huizenblok in de Johannisstraße, juni 1984

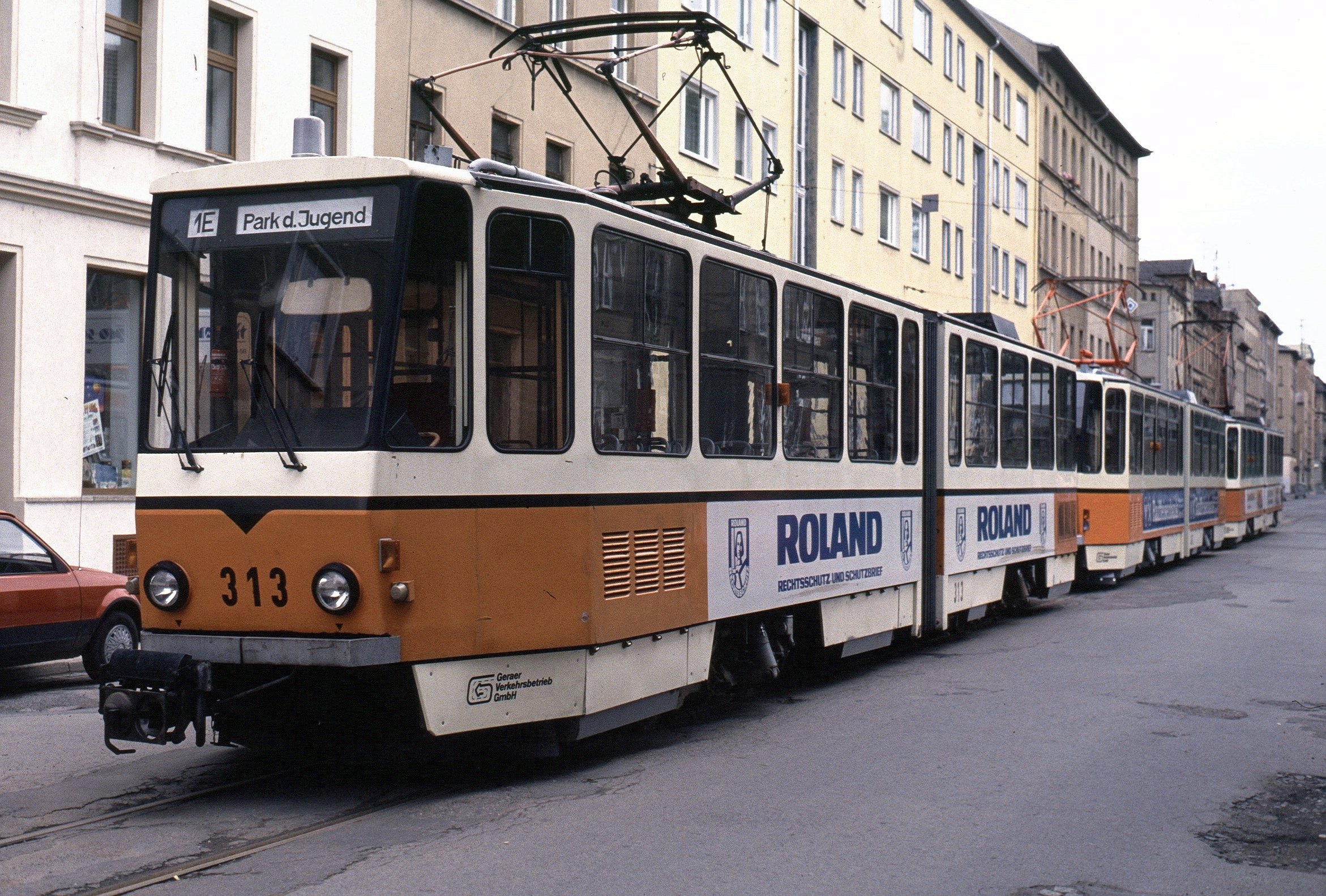
Drie gekoppelde KT4D-trams, 1993

Vanaf 1972 bouwde men in het Zuidwesten van de stad de nieuwbouwwijk Lusan die later met 45.000 inwoners het grootste nieuwbouwgebied werd in het Bezirk Gera. De wijk zou ontsloten worden door een nieuwe tramlijn tussen de keerlus van Tinz en Lusan-Brüte waarvan het eerste deel tot aan de keerlus Zeulenrodaer Straße (thans Lusan-Brüte) op 5 oktober 1977 werd geopend. Met het oog hierop werden de eerste nieuwe Tatratrams van het type KT4D aangeschaft. Deze lijn werd op 27 en 28 oktober 1979 tot Lusan-Zeulsdorf verlengd. De eindhalte Lusan-Brüte die oorspronkelijk slechts tijdelijk als eindhalte zou dienen, is thans nog steeds in dienst.
Op 1 juni 1984 werd in de Sorge, de hoofd-winkelwandelstraat van de stad, het laatste enkelsporig traject van het tramnet opgeheven. De tram kreeg een nieuwe eigen baan in de parallel aan Sorge gelegen straat Hinter der Mauer, die volledig heraangelegd werd en om politieke associaties te vermijden, hernoemd werd tot Am Leumnitzer Tor. Daartoe werd het tracé door en onder een appartementsgebouw gevoerd wat toen uniek was in de DDR. Vermeldenswaard is ook dat voor het Arbeidersfestival (Arbeiterfestspiele) dat in 1984 in Gera plaatsvond, rond het busstation aan het station van Gera een spoor voor een keerlus werd aangelegd dat echter nooit op het tramnet werd aangesloten. Recent (voor de laatste heraanleg van het stationsplein) getuigde een als snackbar dienstdoende tram nog van het plan om het station en busstation terug aan te sluiten op het tramnet.
Vanaf 1986 volgde in het Noordoosten van de stad de aanleg van het nieuwbouwgebied Bieblach Ost, dat door de verlenging van de lijn Lusan - Tinz per tram werd bediend. Deze lijn wordt tot op heden nog steeds ongewijzigd uitgebaat. Zoals in Lusan, werd de tramlijn ook in Bieblach Ost in verschillende fasen gebouwd en geopend. Eerst werd op 18 december 1986 het deel tot aan de halte Roschütz (thans Heidecksburgstraße) in exploitatie genomen; op 24 april 1989 volgde dan de rest tot aan het huidige eindpunt Bieblach Ost. Anders dan in Lusan werd de voorlopige keerlus Roschütz terug ontmanteld. Voorbij de keerlus Bieblach Ost zou een nieuwe stelplaats verrijzen (naast de al in het Zuiden van de stad geplande stelplaats) en daarom concipieerde men de keerlus al in functie van de latere uitbreiding. De Wende stopte echter veel plannen: in het nieuwbouwgebied werden niet alle geplande fasen effectief uitgevoerd en de stelplaats werd geschrapt. Tegenwoordig is enkel het tweede, parallel binnen de keerlus aangelegde maar ongebruikte spoor nog een zichtbaar overblijfsel van dit project.
Na de Duitse hereniging volgde een snelle modernisering van het tramnet. Vanaf 26 oktober 1990 werden in regulier verkeer geen tweeassige trams (Gothatrams series ET57 tot 62, respectievelijk Tatra T2D) meer ingezet. Deze voertuigen dateerden immers nog deels uit de jaren 1950.
De tramstelplaats verhuisde van de De-Smit-Straße in het stadscentrum naar de Zuidelijke stadsrand. Met de bouw van het nieuwe shoppingcentrum Gera-Arcaden werd de centrale overstaphalte Heinrichstraße volledig heraangelegd en in 1998 in dienst genomen.

### Stadtbahnprogramma en toetreding tot het verkeersverbond Midden-Thüringen

#### Stadtbahnprogramma fase I
In de periode 2002 tot 2008 werd de eerste fase van de uitbouw van het tramnet gerealiseerd. Dit ging gepaard met een investering van 92 miljoen euro, waarvan 64 miljoen euro afkomstig van fondsen.
Nieuwbouw van lijn 1

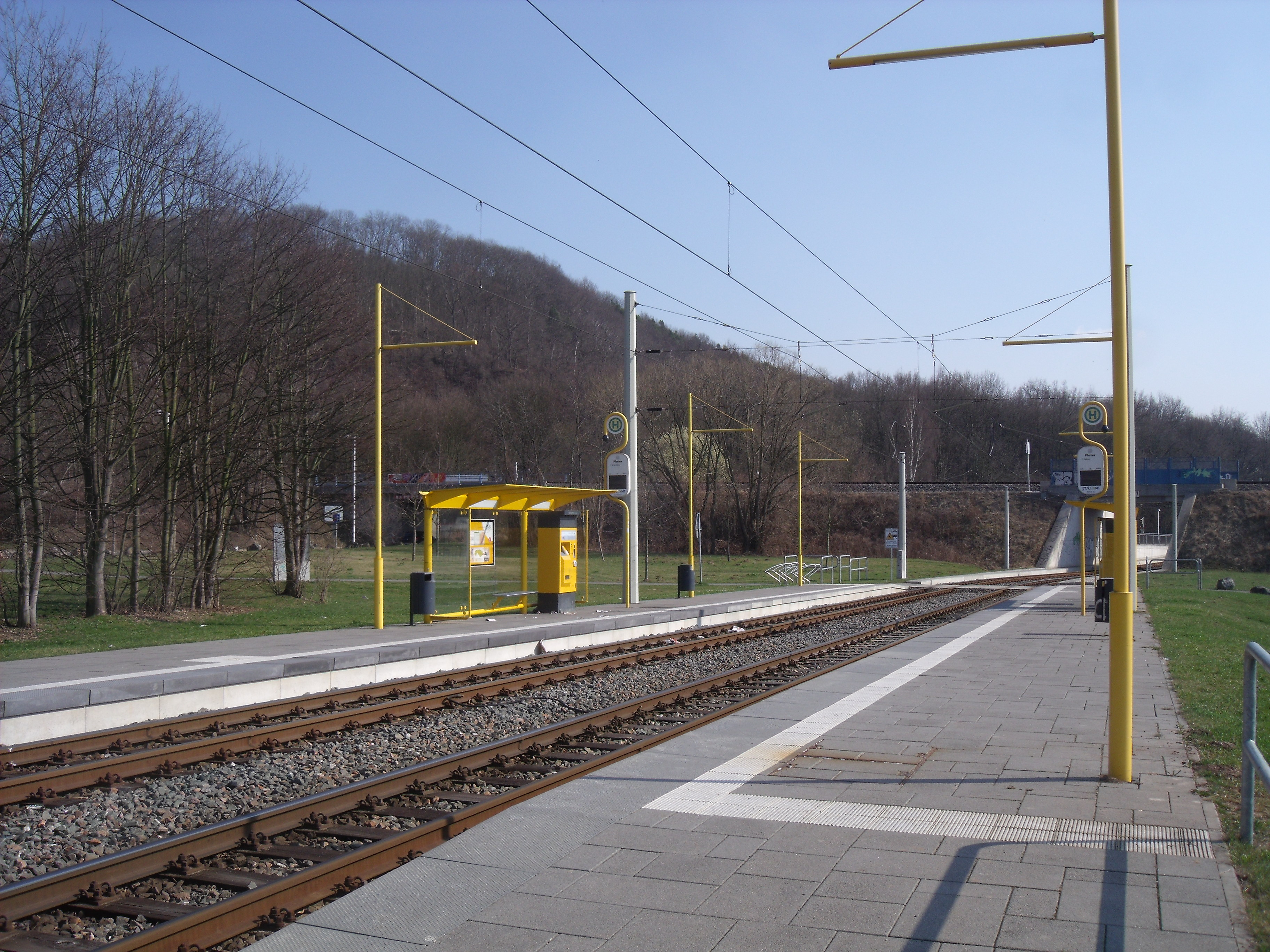
Nieuw aangelegd traject van lijn 1 in Elsteraue

Tussen 2002 en 2006 werd Stadtbahn lijn 1 van Untermhaus via het station/Theater en Heinrichstraße naar Zwötzen heraangelegd. Het project werd sterk gepromoot door Norbert Vornehm, de toenmalige CEO van het vervoerbedrijf en later (2006-2012) burgemeester van Gera. Wegens omissies bij de planning van de spoorwegbrug bij Pforten, was het niet mogelijk om samen met de oude lijn 2, een ringvormige lijn te vormen. De nieuwe, zes kilometer lange lijn, die voor 80% op een vrije bedding ligt, werd aangelegd voor snelheden tot maximum 70 kilometer/uur. Vanaf beide eindhaltes bereikt men het centrale overstappunt binnen de tien of, bij optimalisering van de verkeerslichten, acht minuten. Een half jaar voor de oorspronkelijke planning kon de lijn op 3 november 2006 geopend worden en op 5 november 2006 kwam de lijn in dienst. Het project ging gepaard met de organisatie van de Bundesgartenschau 2007 (tuinbouwtentoonstelling in Duitsland) in Gera en Ronneburg. Aan het station werd voor de Stadtbahn een eigen onderdoorgang gebouwd; de tramhalte sluit er rechtstreeks aan op de perrons wat de overstap sterk vergemakkelijkt.
Verbouwing van lijn 2
Aan Zwötzener Bahnhof werd voor lijn 2 een nieuwe keerlus aangelegd die in 2004 in dienst werd genomen. Deze kan ook gebruikt worden door bussen. Sindsdien stoppen trams en bussen aan dezelfde halte als de treinen op de spoorlijn van Gera naar Saalfeld, respectievelijk Zeulenroda. De oude keerlus in de Zwötzener Straße werd verlaten en lijn 2 als gevolg daarvan ingekort.
Uitbreiding van lijn 3
In het stadscentrum werd een keerlus aangelegd, die thans deel uitmaakt van Stadtbahnlijn 1. Zij ontstond bij de heraanleg op vrije bedding van de Berliner Straße, alsook in de Heinrichstraße aan het Park der Jugend en op de Heinrichbrücke. De halteperrons van het Südbahnhof werden naar het Noorden tot aan de tramhalte Park der Jugend verschoven, zodat een verknoping ontstond tussen lijn 3 en de spoorweg, vergelijkbaar met lijn 1 ter hoogte van het station van Gera. In de Tinzer Straße werd een groene bedding aangelegd, de keerlus Tinz verwijderd en aan de beroepsacademie (Berufsakademie) verrees een nieuwe overstaphalte tussen stadsbus, streekbus en tram. Het plan uit de periode na de Wende om de keerlus in beide richtingen berijdbaar te maken in geval van verkeersstoringen of ongevallen, werd daarmee gerealiseerd.

#### Stadtbahnprogramma fase II
In juli 2007 besliste de gemeenteraad de verderzetting van het door het vervoerbedrijf uitgewerkte Stadtbahnprogramma. Oorspronkelijk voorzien in 2009, werd de tweede fase uiteindelijk pas in 2010 opgestart omwille van moeilijkheden met het ter beschikking stellen van de nodige fondsen. Tot 2015 zou 50 miljoen euro worden geïnvesteerd, waarvan 32 miljoen afkomstig uit fondsen.
In juli 2012 werd de financieringsprocedure echter opgeschort. Hoewel de federale overheid zijn aandeel van 30 miljoen euro in het budget had toegezegd en ook de deelstaat groen licht had gegeven, ging de voor mei 2012 verhoopte vrijgave van middelen na een finale evaluatie door het verkeersministerie van Thüringen niet door. De opschorting kwam er op aandringen van de nieuwe vrouwelijke burgemeester van Gera die op 1 juli was aangetreden. Aan het vervoerbedrijf werd gevraagd om de berekeningen voor het ondertussen vijf jaar oude programma over te doen en mogelijke alternatieven uit te werken. Daarbij stonden de nieuwbouw van lijn 4, het behoud van het traject tussen de beroepsacademie en Bieblach Ost en de omvang van de uitbouw van de Wiesestraße ter discussie. In augustus bevestigde een in opdracht van de burgemeester uitgevoerde audit de cijfers van het vervoerbedrijf en het rendement van het project. De werken zouden nu in januari 2013 starten.
Uitbouw van lijn 3
In 2010 begon de vernieuwing van het traject in de omgeving van Hinter der Mauer tot groene bedding en met nieuwe haltes. De start van de sanering van het traject voorbij de Berufsakademie tot Bieblach Ost en uitbouw tot Stadtbahnnormen was voorzien voor 2012. Deze werf werd in 2013 gerealiseerd.
Verder zou het traject tussen de keerdriehoek Lusan en Brüte en aansluitend de daar aanwezige keerlus uitgebreid of omgebouwd worden. De start van deze werken was eveneens in 2012 gepland. Daarnaast zou de Wiesestraße tussen 2013 en 2015 gerenoveerd worden, inclusief de herinrichting van de verkeersafwikkeling. Als gevolg van financiële problemen verdwenen beide laatste projecten in de koelkast.
Nieuwbouw van lijn 4
In functie van de demografische ontwikkeling in het Noorden van Gera, wordt een nieuwe circa drie kilometer lange Stadtbahnverlenging gepland naar Langenberg, inclusief vier haltes. Komende van Lusan zouden de trams naar het Noorden van de stad dan afwisselend als lijn 3 naar Bieblach Ost en als lijn 4 naar Langenberg rijden, elk met een tienminutenfrequentie.
Voorbij de halte Berufsakademie zou een keerdriehoek worden aangelegd. Het hier beginnende nieuwbouwtraject steekt het kruispunt tussen de Tinzer en Thüringer Straße over en volgt vervolgens in een eigen bedding de Westelijke rand van de Tinzer Straße in de richting van Langenberg. Voorbij het legercommissariaat (Bundeswehrersatzamt) wordt de Siemensstraße (Bundesstraße 7) gekruist en een gelijknamige halte ingericht; deze komt aan de Noordoostelijke zijde van de parking van Möbel Rieger (tegenover het tankstation). Het traject loopt op eigen bedding Westelijk van de ontsluitingsweg door het bedrijventerrein en duikt onderdoor de autosnelweg. Na het kruisen van de aansluitingszone met de  Ferdinand-Porsche-Straße volgt de lijn de rand van de B7 tot aan de grens van de bewoning.

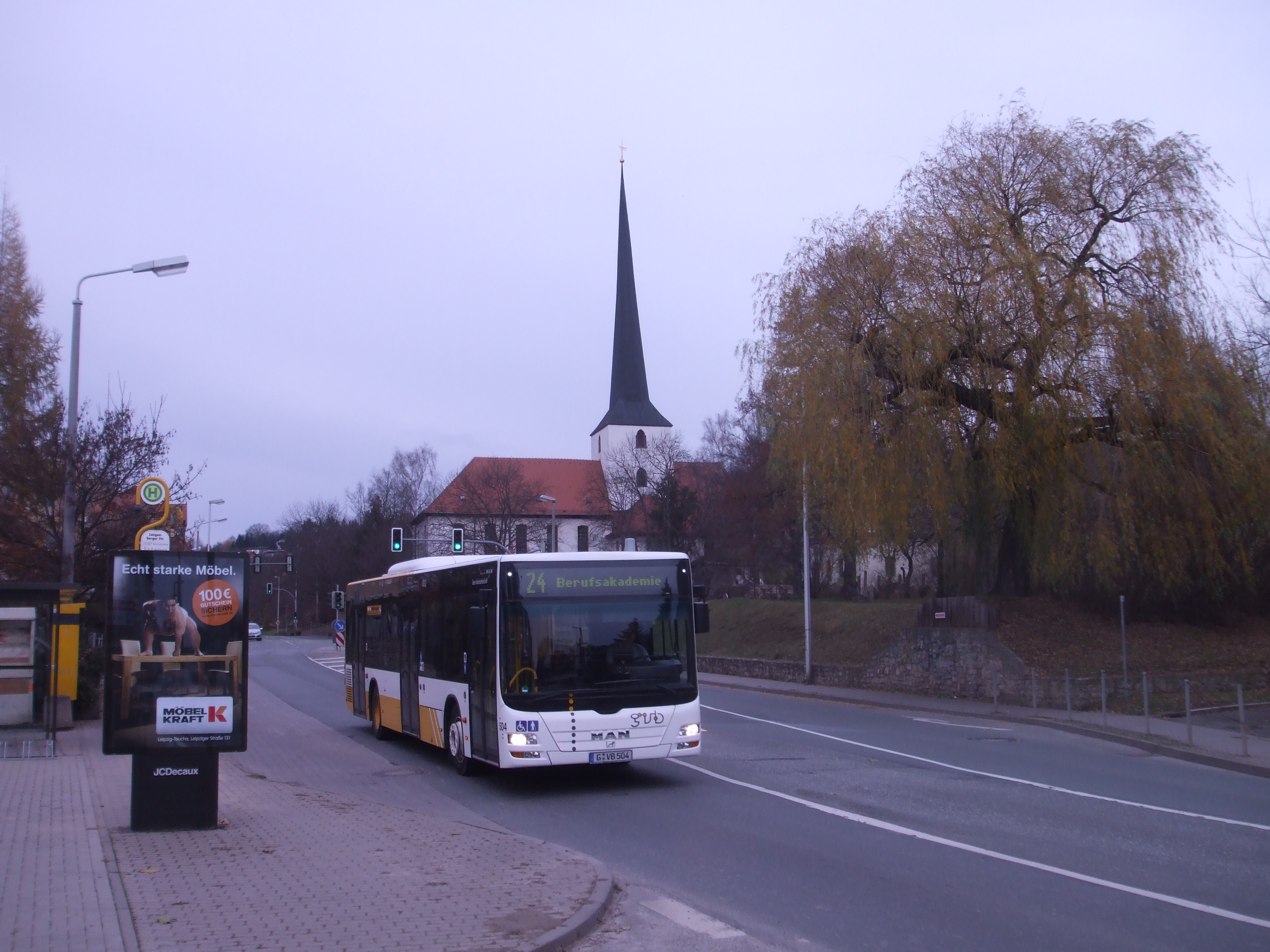
Tussen Langenberg en Berufsakademie rijden nu nog bussen. In de groenzone naast de kerk zou de keerlus komen van de nieuwe lijn 4.

In Langenberg wordt de aansluitingszone met de Max-Bögl-Straße gekruist en een gelijknamige halte ingericht met aansluitend een park & ride-faciliteit. Deze zou gelegen zijn in de onmiddellijke omgeving van de afrit van de autosnelweg. Naar het Noordwesten afbuigend van de Bundesstraße, loopt het geplande traject aan de Westelijke kant van Schrebergärten door een groene gordel. De woonstraat Zu den Wiesen wordt ten Westen van de beide grote rijhuiscomplexen gekruist, waarbij in de onmiddellijke omgeving van het overgangsgebied een gelijknamige halte gepland is. Onmiddellijk daarna verloopt het Stadtbahntraject in een boog in Oostelijke richting, tussen de bestaande wooneenheden door. De Langenberger Straße (Bundesstraße 7) wordt bereikt en gekruist ter hoogte van de splitsing Zeitzer Straße.
De in wijzerzin bediende keerlus met de eindhalte Langenberg komt op de vrije ruimte ten Zuiden van de Zeitzer Straße tussen de kerk en de supermarkt. Er worden gescheiden af- en opstaphaltes voorzien alsook een uitwijkspoor. Aan de binnenzijde van de keerlus zou een busstation met meerdere overstaphaltes komen voor de stadsbuslijnen 27 (Wernsdorf), 28 (Großaga) en 29 (Hermsdorf) alsook voor de streekbuslijnen 203 en 204. Bussen komen de haltes aangereden in tegenwijzerzin zodat twee met de Stadtbahn gecombineerde overstaphaltes ontstaan. De uit- en instapzones van tram en bus liggen daardoor recht tegenover elkaar waardoor een snelle en veilige overstap mogelijk is.
De oorspronkelijke start van de werken was voorzien in 2011 met een bouwtijd van drie jaar. In april 2013 luidde de start van de aanleg van een tijdelijke keerlus en de geplande keerdriehoek ter hoogte van de Berufsakademie het begin in van de aanleg van lijn 4. Problemen met de financiering leidden echter tot een stillegging van de werken. In hoeverre de werken na de faillissementsaanvraag van 3 juli 2014 nog zullen beginnen of verdergezet worden, is nog niet geweten.

#### Gera in het verkeersverbond
Op 12 december 2010 trad het GVB toe tot het Verkehrsverbund Mittelthüringen (VMT) en daarmee ook tot het VMT-tariefsysteem. Op de bussen en trams van de GVB geldt het City-Tarif van tariefzone 40 (Gera); dit is eveneens het geval voor de regionale treinen van DB Regio, de Erfurter Bahn en de Vogtlandbahn. Gezien de vervoerbedrijven van het Landkreis Greiz, dat Gera volledig insluit, niet tot het verkeersverbond zijn toegetreden, werd als verbinding met de rest van het verkeersverbond in het Landkreis Greiz een tariefzone 881 ingesteld waar het tarief van het verkeersverbond geldig is in de regionale treinen van DB Regio en de Erfurter Bahn. In deze zone zijn de stations Bad Köstritz en Kraftsdorf gelegen. Daarenboven is het VMT-tarief binnen de Cityzone van Gera ook van toepassing op de OVS-lijn 810 tussen het busstation en Weißig alsook op de RVG/PRG lijnen 27 en 28 tussen het busstation en Röppisch.

### Insolventie en herschikking
De bedrijfsleiding van GVB GmbH leidde op 3 juli 2014 bij de rechtbank van Gera een procedure in inzake financieel onvermogen. De oorzaak hiervan lag in het uitblijven van financiering door het moederbedrijf Stadtwerke Gera AG. Bij de oprichting van het vervoerbedrijf was voorzien om de winst die de Stadtwerke zou halen uit de verkoop van energie aan te wenden voor het financieren van het deficitaire openbaar vervoer. Als gevolg van de liberalisering van de energiemarkt was de winst van het moederbedrijf echter zodanig gedaald, dat het aanzuiveren van het tekort voor de exploitatie van het openbaar vervoer niet langer mogelijk was. De stad Gera bevond zich aldus in een moeilijke situatie. De gemeenteraad ging niet akkoord met een voorgestelde kortetermijnoplossing om woningen in stadseigendom te verkopen. Tot nog toe hadden de Stadtwerke Gera AG, de stad en de GVB de grootste inspanningen moeten doen om de lonen van de medewerkers betaald te krijgen. De deelstaatoverheid in Weimar ging bovendien niet akkoord dat de stad Gera een nieuwe lening zou aangaan om het onvermogen van de Stadtwerke en het vervoerbedrijf te vermijden.
De insolventieprocedure stond bij de rechtbank van Gera bekend onder nummer 8 IN 359/14, en als voorlopige curator werd Dr. Jur. Michael Jaffé uit München aangesteld. In tegenstelling tot vele faillissementen, dienden de activiteiten echter niet gestaakt te worden; alleen werd de plicht opgelegd dat de bestellingen enkel konden geplaatst worden na akkoord van de curator.
Alle partijen zowel van de deelstaat Thüringen als van het stadsbestuur waren het erover eens om de dienstverlening van het openbaar vervoer in Gera ononderbroken te garanderen. In het verleden werden al diverse voorstellen gedaan tot vermindering van de frequentie maar deze werden telkens verworpen. Op 1 september 2014 werd een eerste wijziging van het aanbod doorgevoerd in uitvoering van het vervoerplan dat eerder in februari was goedgekeurd. In dezelfde maand werd in overleg met de bevoegde stedelijke administratie en de voorlopige bewindvoerder een verminderd aanbod overeengekomen dat op 6 oktober 2014 in voege kwam en het eerder overeengekomen vervoerplan gedeeltelijk weer tenietdeed.
Op 1 oktober 2016 nam een nieuw opgerichte stedelijke werkvennootschap de exploitatie van het openbaar vervoer over. Deze nam van de GVB zowel de noodzakelijke bedrijfsmiddelen (bussen en trams) als de medewerkers over.

## Lijnennet

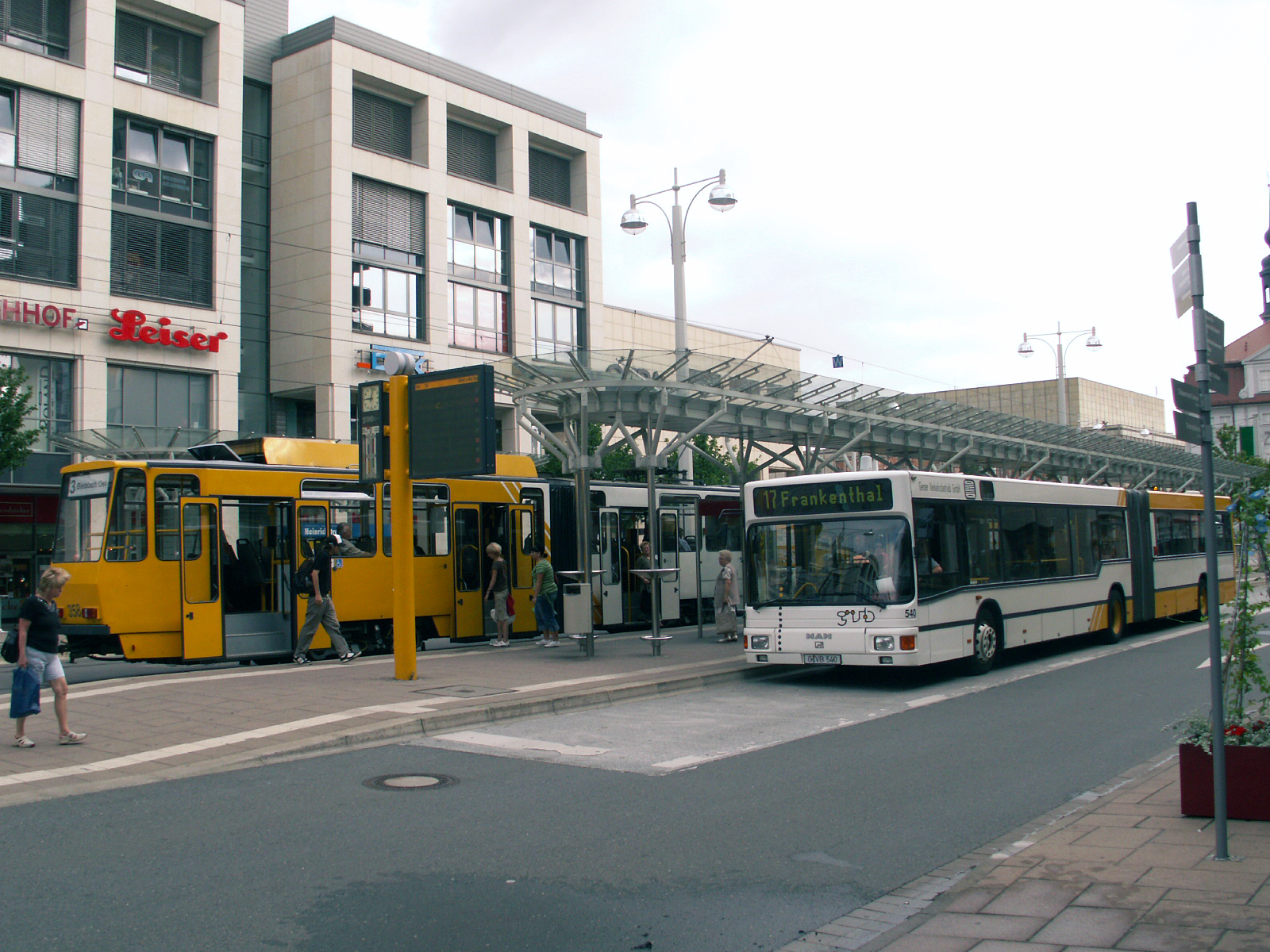
Overstaphalte Heinrichstraße

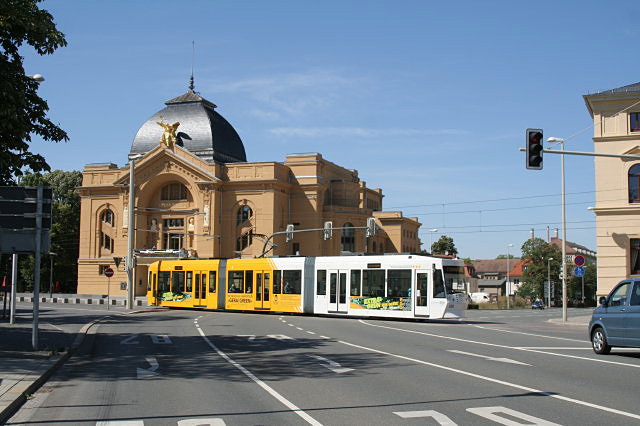
Tramlijn 1 voor het theater

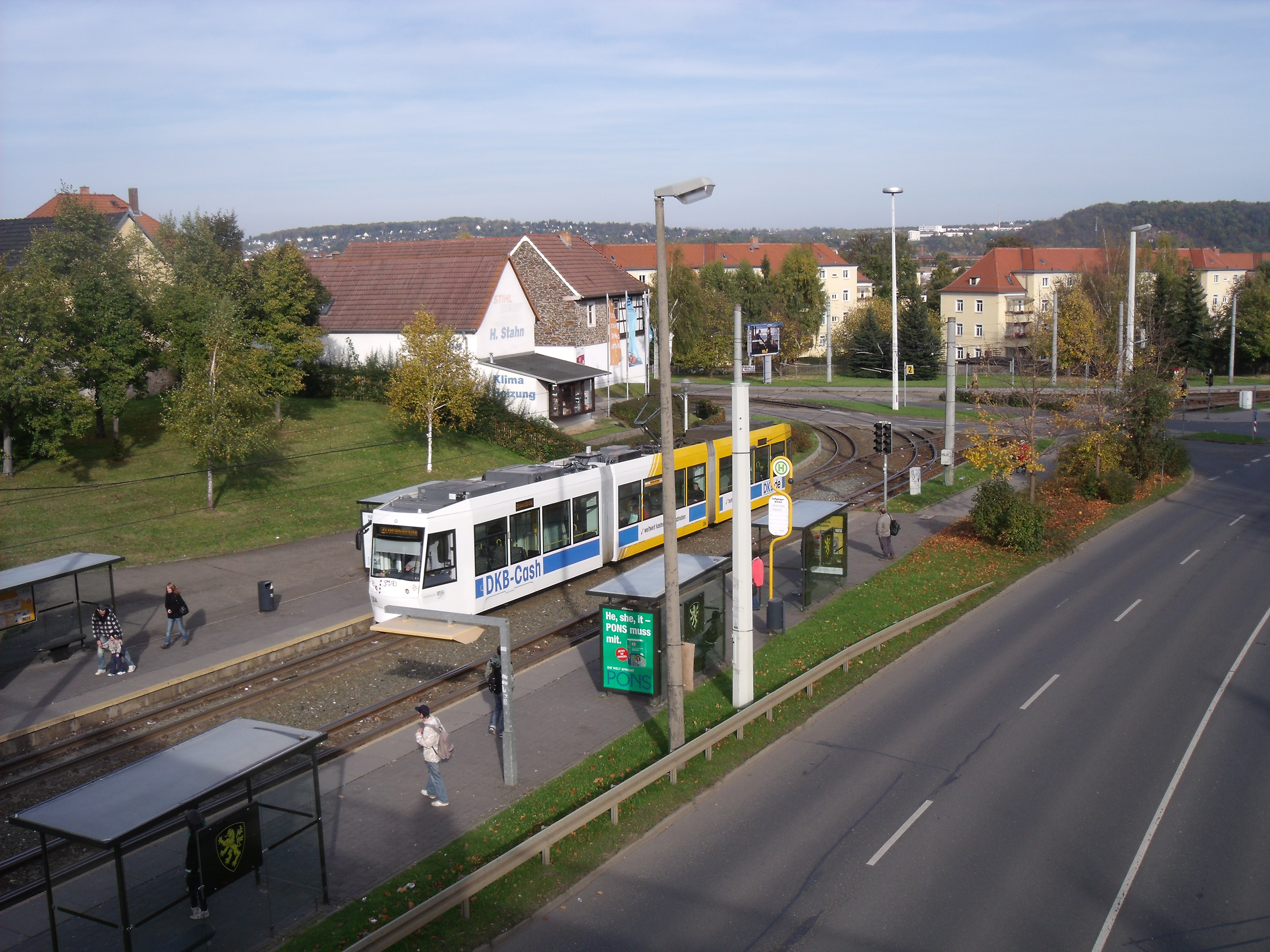
Lijn 2 in Lusan (halte Fußgängerbrücke (voetgangersbrug))

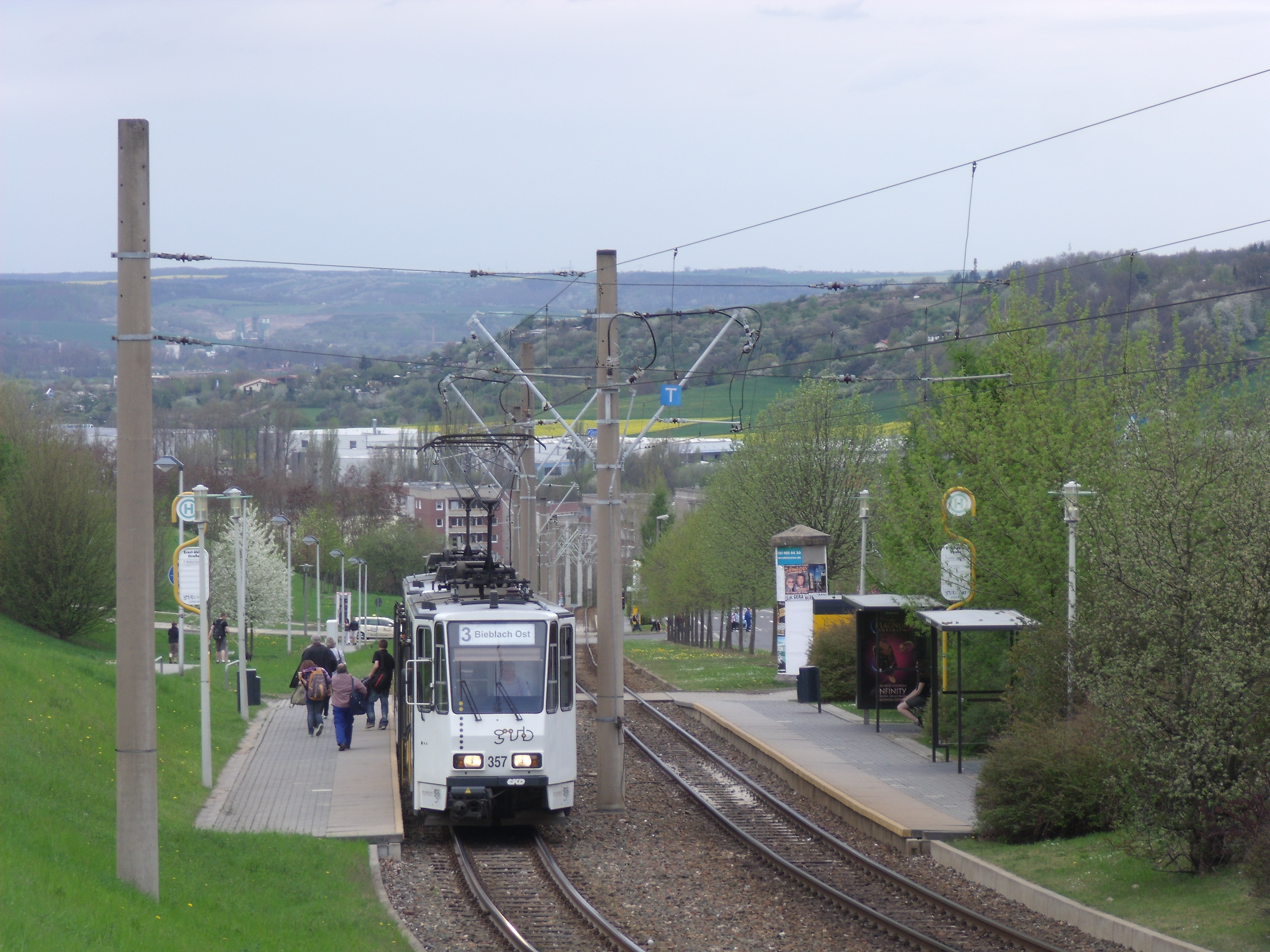
Lijn 3 in Bieblach-Ost (halte Ernst-Abbe-Straße)

### Huidige lijnen
De Geraer Straßenbahn baat momenteel de volgende drie lijnen uit:
| Lijn | Traject | Lengte (km) | Reistijd (min) | Haltes |
| ---- | --- | ----------- | -------------- | ------ |
| 1    | Untermhaus – Friedrich-Naumann-Platz – Hauptbahnhof/Theater – Heinrichstraße – Wintergarten – Zwötzen                            | 6,1         | 19             | 13     |
| 2    | Lusan-Zeulsdorf – Lusan-Laune – Betriebshof GVB – Bahnhof Zwötzen                                                                | 3,5         | 11             | 9      |
| 3    | Lusan-Zeulsdorf – Lusan-Laune – An der Spielwiese – Heinrichstraße – Straße des Bergmanns – Tinz – Berufsakademie – Bieblach-Ost | 11,6        | 33             | 25     |

Na de aanpassing van de dienstregeling vanaf 6 oktober 2014, rijden de lijnen als volgt:
- Lijn 1: Ma-Vr alle 10 minuten, na 16.45 alsook op Za en Zo alle 15 minuten, alle 30 minuten in de daluren
- Lijn 2: Ma-Vr overdag alle 30 minuten, tijdens het weekend van Lusan/Laune naar Bahnhof Zwötzen vervangen door buslijn 15. Deze rijdt eveneens om het halfuur.
- Lijn 3: Ma-Vr alle 10 minuten basisdienst, op schooldagen tot 08:00 om de 5 minuten, tot 16.30 alle 20 minuten versterkingsritten, na 19.00 en op Za en Zo alle 15 minuten, Za van 9.15-15.30 alle 10 minuten, alle 30 minuten in de daluren, 's nachts om de 70 minuten.

Met de wijzigingen in september en oktober 2014 werd de dienstregeling van lijn 3 volledig aangepast. Van maandag tot vrijdag geldt tussen 05.00 en 19.00 uur een tienminutenfrequentie met lagevloertrams. Op schooldagen wordt de frequentie tussen 06.30 en 09.00 uur verdubbeld tot een vijfminutendienst. Op zaterdag rijdt lijn 3 om de 15 minuten en tussen 10.00 en 14.00 zelfs om de 10 minuten en op zondag geldt tussen 12.00 en 18.00 uur een kwartierdienst.
Bij grote evenementen in het Hofwiesenpark zoals het Hofwiesenparkfeest rijdt 's avonds een versterkingslijn 5. Deze wordt sinds de aanpassing van de dienstregeling in juni 2012 ook ingezet op koopzondagen. Tussen 13.00 en 18.00 uur zorgt deze tussen Lusan en het centrum voor een frequentieverhoging tot een tram om de 7,5 minuten.

### Geschiedenis van de lijnbenamingen
In de periode van de Wende kwam het geregeld tot verwarrende lijnbenamingen. Gezien veel publicaties over Gera jarenlang na 1991/1992 niet geactualiseerd werden, verschenen in de reisgidsen tot het einde van de jaren 1990 gedeeltelijk onjuiste aanduidingen. Voor de eigen GVB-documenten was dit meestal niet het geval.
- Als lijn 1 reed een tramlijn van Tinz via Lusan-Brüte naar Lusan-Zeulsdorf
- Als lijn 1E reed een tramlijn van Tinz tot Lusan-Brüte
- Als lijn 2 reden de trams van Tinz tot Zwötzen
- Als lijn 3 ten slotte werd de lijn Bieblach-Ost - Tinz - Lusan-Brüte - Lusan-Zeulsdorf aangeduid.

Thans rijden op deze verbinding enkel nog de trams van lijn 3, maar daarvoor op bepaalde tijden in een vijfminutenfrequentie. Er was alleen nog een kortere variante van Lusan-Zeulsdorf tot Tinz. Deze werd aangeduid als lijn 3E en werd slechts als versterkingslijn ingezet. In de laatste jaren reed op schooldagen nog slechts één versterkingsrit tussen Lusan-Brüte en Tinz, in de dienstregeling aangeduid met het lijnnummer 3. In februari 2008 begon de ontmanteling van de keerlus Tinz zodat op deze verbinding enkel nog lijn 3 overbleef. Bij de dienstregelingwissel in 2013 verviel de laatste versterkingsrit.
De lijnvoering van lijn 2 werd in de jaren 1990 meerdere keren gewijzigd. Oorspronkelijk reed lijn 2 van Tinz via de keerdriehoek Lusan hetzelfde traject als lijn 3, om vanaf daar het eigen traject te volgen naar Zwötzen. De lijn werd daarna beperkt tot het traject Heinrichstraße - keerdriehoek Lusan - Zwötzen. Nadat het traject bij de dienstregelingwissel op 2 juni 1996 volledig gewijzigd werd tot de verbinding Lusan-Brüte - Zwötzen, werd de lijn in 2004 met de bouw van de eindhalte Bahnhof Zwötzen andermaal ingekort. De wijziging aan de dienstregeling op 10 juni 2012 leidde tot een frequentievermindering van een 20- naar een 30-minutendienst en een verlenging van de lijn naar Lusan-Zeulsdorf.

### Verdere uitbreidingsplannen
Na de afwerking van het Stadtbahnprogramma, zijn er op dit ogenblik geen concrete uitbreidingsplannen. Het bestemmingsplan Gera 2020 voorziet voor het tram- en Stadtbahnnet op lange termijn drie uitbreidingsplannen:
- verlenging van het traject in Bieblach-Ost langs de Gottlieb-Daimler-Straße tot aan Dornaer Straße (lengte ongeveer 1,1 kilometer, 2 haltes): de sinds eind van de jaren 1980 aangelegde keerlus was al voorzien op een mogelijke verlenging. Daarvoor zal het daarvoor niet benutte spoor in het kader van het tweede Stadtbahnprogramma verwijderd worden. De realisering van dit voornemen is gekoppeld aan de verdere ontwikkeling van deze zone.
- aanleg van een Oost-West-as vanaf Klinikum via de Heinrichstraße naar Leumnitz: voor de Westelijke tak werd nog geen tracé bepaald, dit in tegenstelling tot de circa 4,2 kilometer lange Oostas waarvoor het tracé al werd voorbehouden. Deze zal ter hoogte van de Zschochernplatz naar het Oosten afbuigen en dan lopen via de Altenburger Straße, Straße des Bergmanns en naar het Zuiden door Leumnitz in de richting van de luchthaven. De nieuwe lijn zou voorbij het industriegebied eindigen aan een nieuwe P+R ten Oosten van de Globus. De realisatie van dit plan is gekoppeld aan de verdere economische en industriële ontwikkeling van het Airport Area-gebied.
- verknoping van de tramlijnen 1 en 2 in Zwötzen: streefdoel is het met elkaar verbinden van het eindpunt Bahnhof Zwötzen via de Lange Straße met Stadtbahnlijn 1 via een keerdriehoek ter hoogte van het Ärztehauses (Huis van de dokters). Beoogd wordt een vermindering van het busverkeer en een verhoging van de bedrijfszekerheid.

## Goederentransport
Tussen 1892 en 1963 alsook tussen 1982 en 1985 werden op het net van de Geraer Straßenbahn ook goederen vervoerd.
Al kort na de opening van het tramnet werd in augustus 1892 het goederenstation van het Preußischen Bahnhofs (thans Gera Hauptbahnhof) aangesloten met een goederenspoor. De wagons werden op rolbokken geplaatst en dan met elektrische locomotieven over het tramnet naar de verschillende fabrieken gesleept. In het begin werden hier ook de wagons van de Sächsischen Eisenbahn verhandeld. Toen de verantwoordelijke Preußische Eisenbahn dit niet langer wenselijk achtte, werd in 1896 ook het goederenstation van het Sächsischen Bahnhof (thans Südbahnhof) aangesloten op het tramnet.
Als in 1900/1901 in het Zuiden van de stad de smalsporige spoorlijn Gera - Meuselwitz - Wuitz komt aantakken, worden de sporen vanuit de nabij gelegen stelplaats Lindenthal (in de nabijheid van de huidige Wintergarten) naar het nieuwe Pfortener Bahnhof verlengd. Daardoor kan vanaf dan ook steenkool die in de regio van Meuselwitz wordt ontgonnen, gemakkelijk tot in de stad en met de elektrische locomotieven tot aan de bedrijven in het stadsgebied worden vervoerd.
Al vanaf 1931 was de aansluiting van het Preußischen Güterbahnhof (Pruisische goederenstation) niet langer nodig en werd deze stilgelegd en gedeeltelijk ontmanteld. Tot in de jaren 1950 werden voortdurend nieuwe fabrieken op het tramnet aangesloten. Gezien het intense tramverkeer het autoverkeer steeds meer begon te hinderen, werd in 1963 de laatst overgebleven locomotief omwille van defect uit dienst genomen en besloot men om het goederenvervoer stop te zetten. Een zwaar onweer in 1969 deed de rest en vernielde in grote mate de sporen in het Pfortener Bahnhof. Het station werd niet opnieuw opgebouwd en de in het goederenstation overgebleven spooraansluiting diende enkel nog voor het overladen van trams op goederentreinen.
De vermindering van de import van aardolie uit de Sovjet-Unie in het begin van de jaren 1980, bewoog de WEMA-Werke (werktuig- en machinefabriek) ertoe om, op aangeven van de DDR-regering, het vervoer tussen de verschillende fabriekseenheden in de stad per tram te organiseren. Hiervoor werd in de omgeving van de Heinrichsbrug een speciaal werkspoor aangelegd. Een ander werkspoor lag nabij het station Zwötzen niet ver van de huidige stelplaats. Het goederenvervoer kon enkel in de daluren na 21 uur plaatsvinden wat echter niet verenigbaar was met het productieproces van de fabriek. Daardoor gebeurde het goederenvervoer per tram slechts op onregelmatige tijdstippen om in 1985 volledig opgeheven te worden.
Daarnaast verzorgt de GVB ook goederenvervoer op het spoorwegtraject tussen Gera en Zeitz. Tussen het goederenstation van Gera en het industriegebiet Langenberg exploiteert de GVB bovendien een vijf kilometer lang zijspoor. Dit traject wordt bediend door diesel-rangeerlocomotieven van Oiltanking en is aangelegd in normaalspoor zodat het naadloos aansluit op het net van de Duitse spoorwegen. Luidens de voormalige GVB-CEO Vornehm is deze exploitatie een eerste stap van de GVB in de branche van het goederenvervoer per spoor.

## Voertuigen

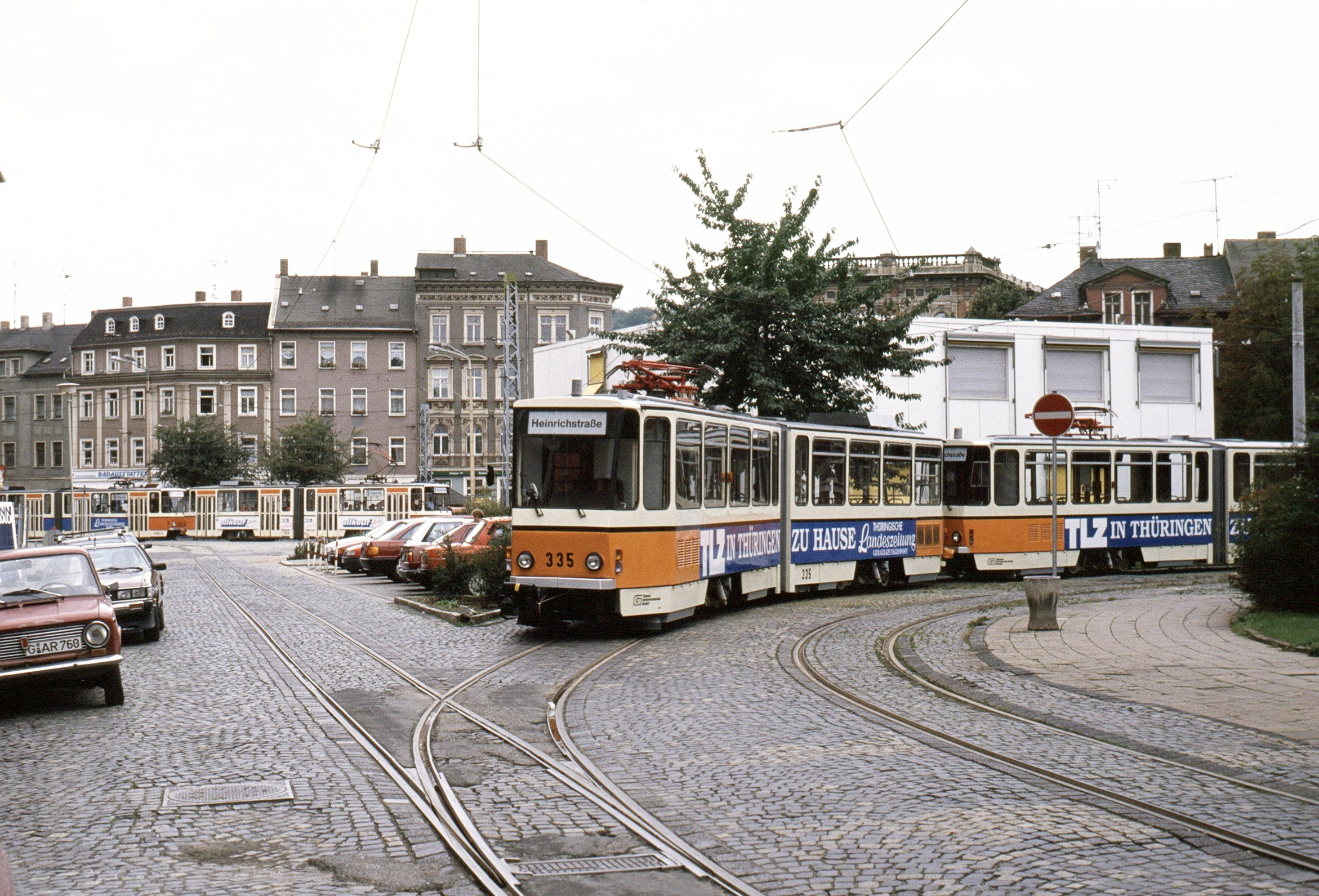
Een stel van twee gekoppelde KT4D-trams, 1993

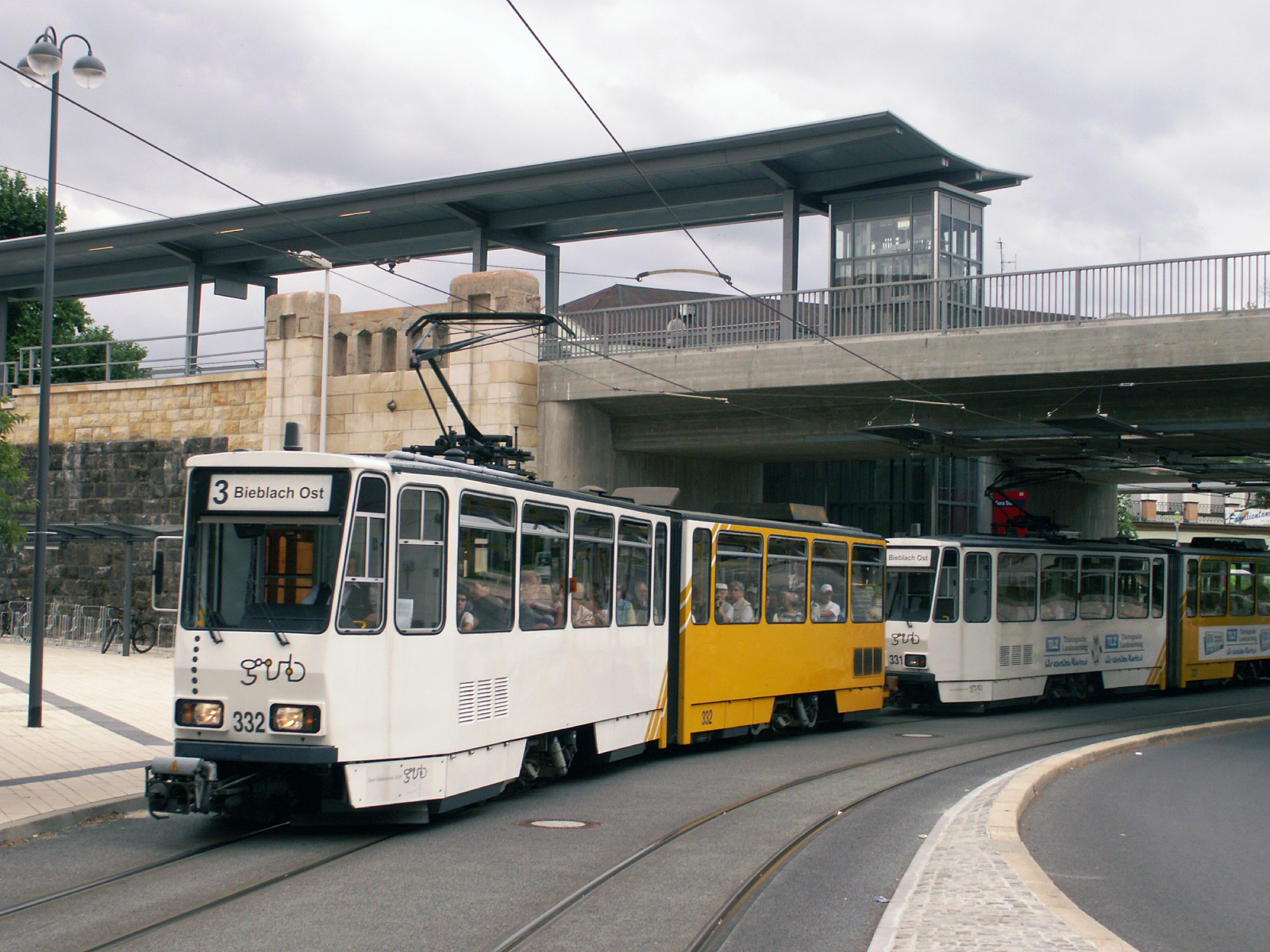
Gekoppelde KT4D-Tatratrams op lijn 3 aan Südbahnhof

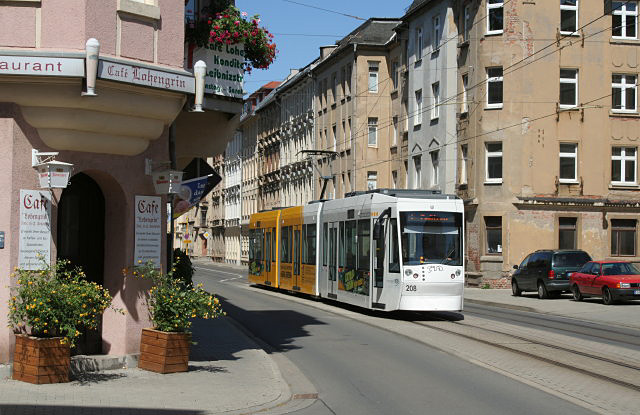
NGT8G in de Leibnitzstraße

Een overzicht van de trams in Gera (stand november 2006):

### Voertuigen in reguliere dienst
KT4D
(Kurzgelenk-Triebwagen 4-achsig Deutschland - kortgelede vierassige motorwagens Duitsland)
Tussen 1979 en 1990 werden Tatra-motorwagens van het type KT4D aangekocht, die tot 1990 alle oude Lowa- en Gotha-motorwagens vervingen. Enkele van deze trams dateerden nog uit de jaren 1950. In de tweede helft van de jaren 1990 kwamen er talrijke innovaties. Tussen 1990 en 1998 werden voor de reguliere exploitatie uitsluitend gemoderniseerde KT4D-trams ingezet waarvan de GVB in totaal 64 stuks in dienst had, alle gebouwd tussen 1978 en 1990. De GVB bezat in 2009 nog 28 gemoderniseerde KT4D, waarvan 24 uitgerust met een chopper-sturing. Zes andere KT4D werden omgebouwd en verlengd tot KTNF8 en één KT4D werd als historisch voertuig terug in zijn originele toestand hersteld. De overige werden grotendeels verkocht naar de tramnetten van Tallinn en Lviv en enkele trams werden na ongevallen verschroot. KT4D met een vermogen van 4×40 kW werden in Gera meestal als koppelstel ingezet. De KT4D zijn in het wagenpark genummerd in de reeks 3xx. Sinds april 2009 zijn alle KT4D/KTNF8 uitgerust met verkoopautomaten. Tot dan moesten de vervoerbewijzen altijd gekocht worden in automaten aan de haltes of in verkooppunten.
KTNF8
(Kurzgelenk-Triebwagen Niederflur 8-achsig - kortgelede achtassige motorwagen met lagevloer)
In de jaren 1999, 2001 en 2003 werden zes motorwagens met de nummers 348 tot 353 omgebouwd tot KTNF8. Deze voertuigen zijn langer, hebben in het midden een verlaagd middendeel, sterkere motoren (4 × 54 kW), een oprijplaat voor rolstoelgebruikers alsook talrijke technische veranderingen. KTNF8-trams worden in Gera in traktie ingezet met KT4DMC.
NGT8G
(Niederflur-Gelenktriebwagen 8-achsig Gera - achtassige lagevloer gelede motorwagen Gera)
Bij de opening in 2006 van de Stadtbahnlijn 1 kwamen zes nieuwe NGT8G-lagevloertrams van Alstom in dienst. Na optimalisatie van de dienstuitvoering waren voor de exploitatie uiteindelijk nog slechts vijf in plaats van zes trams nodig. De zesde tram doet sindsdien meestal dienst op lijn 2 waar slechts één tram nodig is voor de dienstuitvoering. Bij een tweede levering tussen december 2007 en april 2008 volgden zes bijkomende trams. Deze trams rijden in Gera hoofdzakelijk solo. Met de aankomst van de eerste tram van het tweede lot besliste men om de trams te dopen met de naam van een belangrijke persoon uit Gera. De eerste tram kreeg de naam van Otto Dix. De trams 201 - 203 werden gedoopt op de opendeurdag van 10 juli 2010. Deze nieuwe trams vervingen de oude, niet-gemoderniseerde KT4D op lijn 3 en verhoogden tegelijk het aandeel lagevloervoertuigen. Toch konden alle gekoppelde KT4D-stellen niet volledig worden vervangen gezien de nieuwe trams minder plaats bieden en tijdens de spits dikwijls tegen de grens van hun capaciteit botsen. De NGT8G dragen in het wagenpark het reeksnummer 2xx.
- 201 Berta Schäfer
- 202 Werner Simsohn
- 203 Auguste Zabel
- 207 Otto Dix
- 208 Heinrich Posthumus
- 209 Otto Lummer
- 210 Clemens Weisker
- 211 Aenne Biermann
- 212 Thilo Schoder

Voor de trams met nummers 204-206 is de naamgeving nog gepland.

### Speciale voertuigen
Historische motorwagens

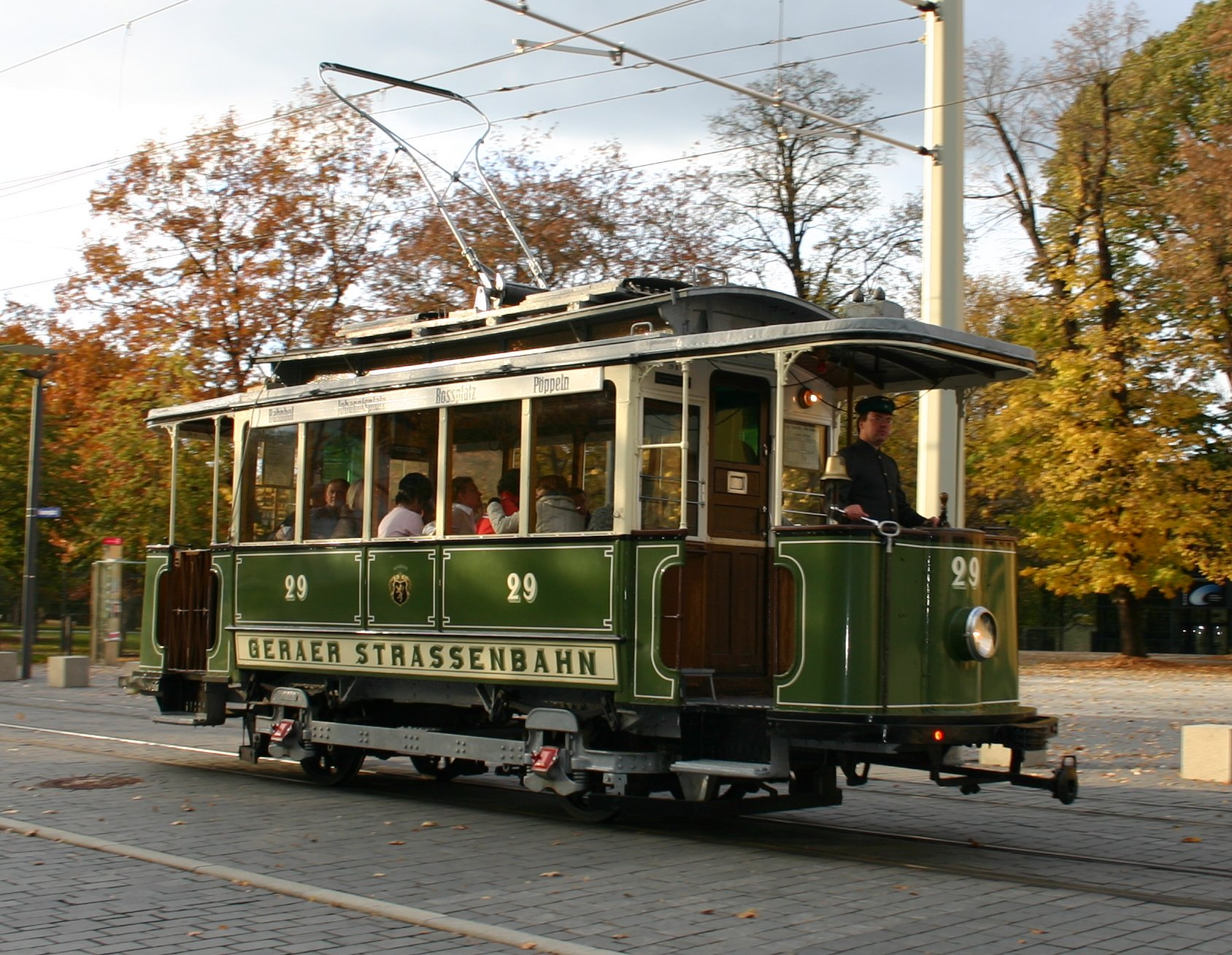
Tramvoertuig nummer 29

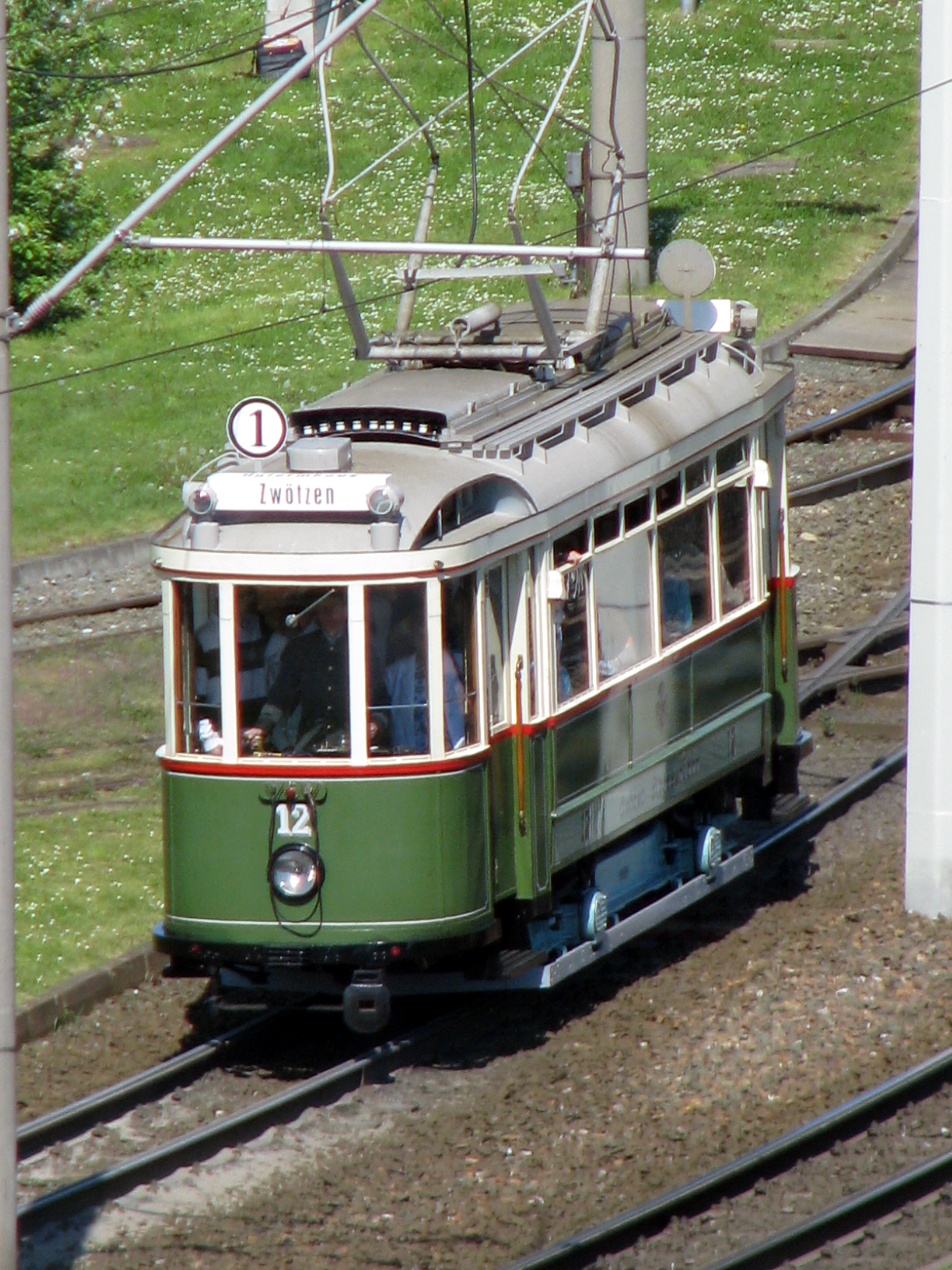
Tramvoertuig nummer 12

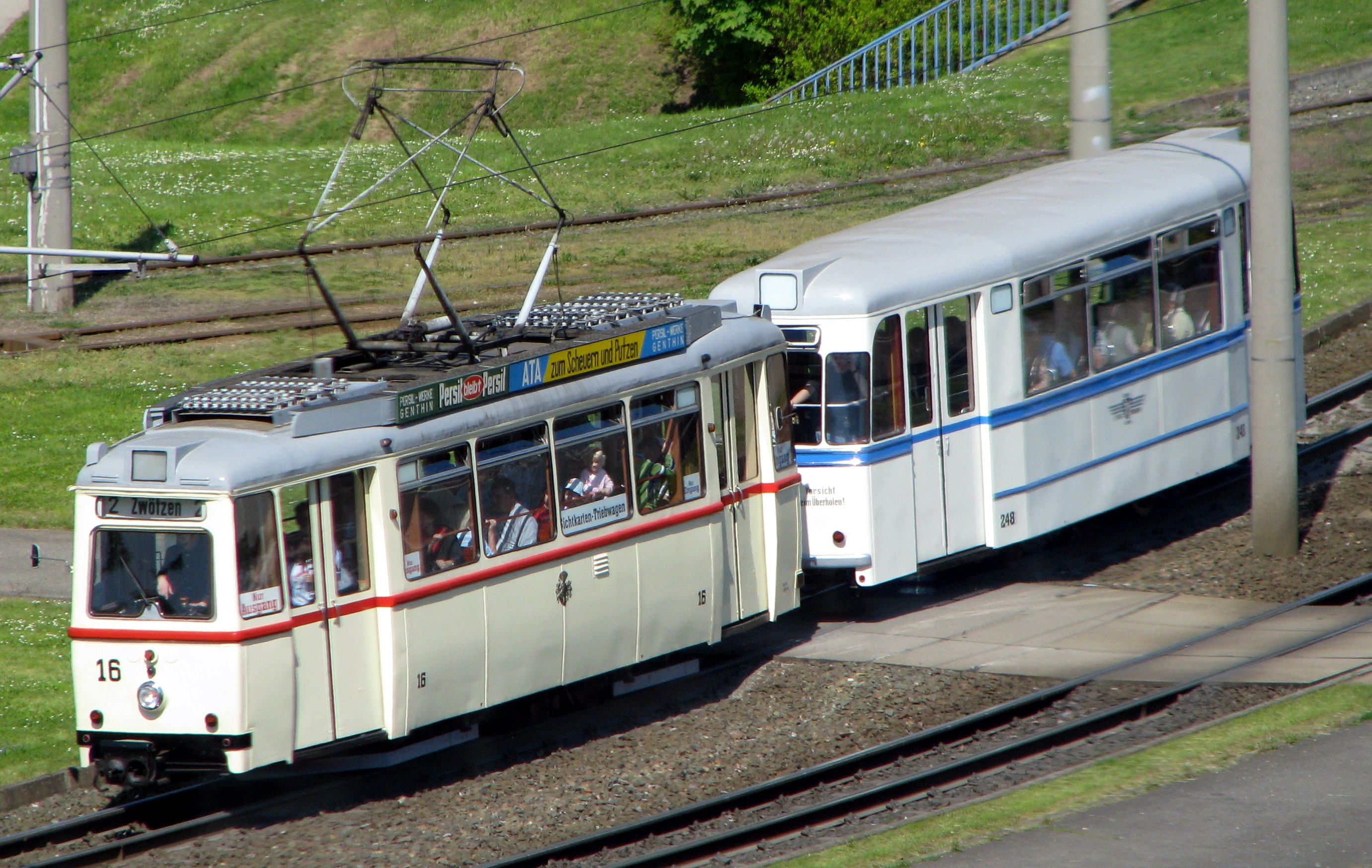
Lowa-motorwagen nummer 16 en Gotha-bijwagen nummer 248

De GVB biedt volgende historische trams aan:
- Historische motorwagen "Gotha ET54" uit 1958 Nr 16 (ex 118 Zwickau)
- Historische motorwagen "MAN T2" uit 1928 Nr 12
- Historische motorwagen "MAN T2" uit 1905 Nr 29 (ex 25 Plauen)
- Historische bijwagen "Gotha B57" uit 1959 Nr 248 (ex 159 Jena)
- Historische motorwagen "KT4D" uit 1983 Nr 320

Uit Jena werd een volledig stel bestaande uit een motorwagen type Gotha "T57" (bouwjaar 1960, Nr 106 ex Jena 106 ex Gera 150) en een bijwagen type "Gotha B57" (bouwjaar 1959 Nr 159 ex Jena 159 ex Gera 248) naar Gera teruggehaald. Dit type deed, meestal met twee bijwagens, tot 1990 dienst op het net van Gera.
Deze voertuigen worden niet ingezet voor de reguliere dienst. Zij kunnen gehuurd worden voor privé-rondritten, worden ingezet voor PR-activiteiten en rijden soms tegen een speciaal tarief als "Hop on and off".
 Partytram
In 2002 werd uit Berlijn een speciaal omgebouwde KT4D overgenomen (ex B 4591 en voor de ombouw 9366). Deze was uitgerust met onder meer discobar, gastentafeltjes, kitchenette en toilet, bood plaats aan
32 reizigers en kon geboekt worden voor speciale gelegenheden. Door gebrek aan belangstelling werd de exploitatie in de herfst van 2012 stopgezet en verhuisde de tram op 19 december 2012 naar de Thüringerwaldbahn.
Mussentram (Spatzenbahn)
In 2003 werd naar aanleiding van het internationaal kinderfilmfestival Goldener Spatz (Gouden Mus) een KT4D (347II ex 304I) omgebouwd tot "Geraer Spatzenbahn" (Mussentram van Gera). Deze mussentram was uitgerust met ongewone zitbanken, tafels, lachspiegels, kinderspeeltuigen en een originele stuurpost in het reizigersgedeelte. De mussentram rijdt op woensdag op lijn 3 en is ook af te huren voor privé-feestjes.
Sinds juli 2008 werd motortram 355 omgebouwd tot nieuwe "Spatzenbahn".
Deze heeft zoals zijn voorganger eveneens verschillende kinderspeeltuigen en een gemoderniseerde stuurpost in het reizigersgedeelte (met een display in het midden zoals gewoonlijk bij de KT4DMC). Lachspiegels bleven in dit voertuig achterwege. Om vandalisme tegen te gaan is de tram uitgerust met een camerabewakingssysteem. De reizigers worden hierop geattendeerd door pictogrammen aan de deuren. De 355 werd in het begin ingezet achter een KTNF8 en is nog steeds af te huren voor privé-feestjes.

### Werktrams
De GVB beschikt / beschikte over volgende werktrams:
- de met hulpapparatuur uitgeruste trams 339 en 340 werden op 19 mei 2008 verkocht aan Lviv;
- sneeuwploegtram 151 (ex Stralsund 12);
- spoorslijptram 104 (T4D, ex Dresden 224 212, ex 224 038, ex 222 484);
- tram met hulpapparatuur 106 (T4D, ex Dresden 222 168) - door het trambedrijf van Praag omgebouwd tot tweerichtingsmotorwagen, sinds kort in dienst als sleeptram;
- tankwagen 152 (B4D, ex Dresden 274 065, ex 272 819).

Tankwagen 152 werd regelmatig gekoppeld aan de tram van het spooronderhoud in functie van het besproeien van de groene beddingen van de Stadtbahnlijn 1. Dit voertuig werd overgenomen uit Dresden en daartoe speciaal omgebouwd. De GVB bezat daarnaast nog rijschooltram 105 ex 311 (omgebouwde KT4D). Deze werd in 2004 samen met de oude spoorslijptram 104 (T4D, ex Dresden) verkocht aan het tramnet van Liberec in Tsjechië.

### Toekomst
Oorspronkelijk was in het openbaarvervoerinvesteringsprogramma 2008 - 2012 voor de jaren 2010 en 2011 de aankoop van telkens twee NGT12G (twaalfassige gelede lagevloertrams Gera) ingeschreven. Ondertussen plande men om vanaf 2014 geleidelijk alle Tatratrams te vervangen door lagevloertrams. Onduidelijk was of deze zouden bestaan uit driedelige motorwagens met aanhangwagen, dan wel uit grotere meerdelige motorwagens. De nieuwe trams zouden alleszins een capaciteit moeten hebben van minstens 200 reizigers. In oktober 2009 werd als test een van het tramnet van Darmstadt geleende NGT8D met bijwagen ingezet op lijn 3. De test van de bijwagen gebeurde met opzet tijdens de herfst omdat het traject naar Bieblach Ost met een hellingsgraad tot 6% heel uitdagend is.